# Marathon féminin aux championnats du monde d'athlétisme 2022
Pour des articles plus généraux, voir Championnats du monde d'athlétisme 2022 et Marathon aux championnats du monde d'athlétisme.
Navigation
Doha 2019 Budapest 2023
L'épreuve du marathon féminin des championnats du monde de 2022 se déroule le 18 juillet 2022 autour de l'Autzen Stadium situé au sein de l'Université de l'Oregon à Eugene, aux États-Unis.

## Mimimas de qualification
Le minima de qualification est fixé à 2 h 29 min 30 s, la période de qualification est comprise entre le 30 novembre 2020 et le 29 mai 2022.

## Résultats
| Rang                | Nom                    | Nationalité       | Temps           | Notes |
| ------------------- | ---------------------- | ----------------- | --------------- | ----- |
| Médaille d'or       | Gotytom Gebreslase     | Éthiopie          | 2 h 18 min 11 s | CR    |
| Médaille d'argent   | Judith Jeptum Korir    | Kenya             | 2 h 18 min 20 s | PB    |
| Médaille de bronze  | Lonah Chemtai Salpeter | Israël            | 2 h 20 min 18 s |       |
| 4                   | Nazret Weldu           | Érythrée          | 2 h 20 min 29 s | NR    |
| 5                   | Sara Hall              | États-Unis        | 2 h 22 min 10 s | SB    |
| 6                   | Angela Tanui           | Kenya             | 2 h 22 min 15 s |       |
| 7                   | Emma Bates             | États-Unis        | 2 h 23 min 18 s | PB    |
| 8                   | Keira D'Amato          | États-Unis        | 2 h 23 min 34 s |       |
| 9                   | Mizuki Matsuda         | Japon             | 2 h 23 min 49 s |       |
| 10                  | Citlali Moscote        | Mexique           | 2 h 26 min 33 s |       |
| 11                  | Zhang Deshun           | Chine             | 2 h 28 min 11 s |       |
| 12                  | Jess Piasecki          | Royaume-Uni       | 2 h 28 min 41 s |       |
| 13                  | Leslie Sexton          | Canada            | 2 h 28 min 52 s | PB    |
| 14                  | Sarah Klein            | Australie         | 2 h 30 min 10 s | PB    |
| 15                  | Militsa Mircheva       | Bulgarie          | 2 h 30 min 20 s |       |
| 16                  | Alisa Vainio           | Finlande          | 2 h 30 min 29 s |       |
| 17                  | Tereza Hrochova        | Tchéquie          | 2 h 30 min 39 s | SB    |
| 18                  | Risper Gesabwa         | Mexique           | 2 h 30 min 47 s | SB    |
| 19                  | Mieke Gorissen         | Belgique          | 2 h 31 min 06 s | SB    |
| 20                  | Beverly Ramos          | Porto Rico        | 2 h 31 min 10 s | NR    |
| 21                  | Zhanna Mamazhanova     | Kazakhstan        | 2 h 31 min 15 s |       |
| 22                  | Li Zhixuan             | Chine             | 2 h 31 min 20 s | SB    |
| 23                  | Maor Tiyouri           | Israël            | 2 h 31 min 54 s | SB    |
| 24                  | Hanna Lindholm         | Suède             | 2 h 32 min 08 s | SB    |
| 25                  | Carolina Wikström      | Suède             | 2 h 32 min 24 s |       |
| 26                  | Kinsey Middleton       | Canada            | 2 h 32 min 56 s |       |
| 27                  | Élissa Legault         | Canada            | 2 h 37 min 35 s |       |
| 28                  | Adrijana Pop Arsova    | Macédoine du Nord | 2 h 41 min 20 s |       |
| 29                  | Yiu Kit-ching          | Hong Kong         | 2 h 43 min 13 s |       |
| 30                  | Munkhzaya Bayartsogt   | Mongolie          | 2 h 46 min 09 s |       |
| 31                  | Tsao Chun-yu           | Taipei chinois    | 2 h 47 min 02 s | SB    |
| 32                  | Aydee Huaman           | Pérou             | 3 h 04 min 16 s | SB    |
|                     | Andrea Paola Bonilla   | Équateur          | DNF             | DNF   |
| Rosa Chacha         | Équateur               |                   | DNF             | DNF   |
| Ashete Bekere       | Éthiopie               |                   | DNF             | DNF   |
| Ababel Yeshaneh     | Éthiopie               |                   | DNF             | DNF   |
| Rose Harvey         | Royaume-Uni            |                   | DNF             | DNF   |
| Charlotte Purdue    | Royaume-Uni            |                   | DNF             | DNF   |
| Ruth Chepngetich    | Kenya                  |                   | DNF             | DNF   |
| Immaculate Chemutai | Ouganda                |                   | DNF             | DNF   |
| Hitomi Niiya        | Japon                  | DNS               | DNS             |       |

## Légende
Records et Performances
- AR : Record continental (area record)
- CR : Record des championnats (championship record)
- MR : Record du meeting (meet record)
- NR : Record national (national record)
- OR : Record olympique (olympic record)
- PR : Record paralympique (paralympic record)
- PB : Record personnel (personal best)
- SB : Meilleure performance personnelle de la saison (season's best)
- WL : Meilleure performance mondiale de l'année (world leader)
- WJR : Record du monde junior (world junior record)
- WR : Record du monde (world record)

Circonstances et Conditions
- DNF : N'a pas terminé (did not finish)
- DNS : N'a pas pris le départ (did not start)
- DQ : Disqualification (disqualification)
- NM : Aucun essai valable enregistré (No Mark)
- Q : Qualifié « directement » au prochain tour (ou à la prochaine compétition), lors d'une compétition majeure, grâce au classement ou à la réalisation des minima (automatic qualifier)
- q : Qualifié au prochain tour (ou à la prochaine compétition), lors d'une compétition majeure, grâce au repêchage ou à la réalisation de l'une des meilleures performances parmi celles des « non qualifiés directement » (grâce au meilleur temps ou à la meilleure distance par exemple) (secondary qualifier)